# Олівер Бйоркстранд
Олівер Бйоркстранд (дан. Oliver Bjorkstrand; 10 квітня 1995, м. Гернінг, Данія) — данський хокеїст, лівий/правий нападник. Виступає за «Сіетл Кракен» в НХЛ.
Вихованець хокейної школи «Гернінг Блю-Фокс». Виступав за «Гернінг Блю-Фокс», «Портленд Вінтергокс» (ЗХЛ), «Колумбус Блю-Джекетс».
У складі національної збірної Данії учасник чемпіонату світу 2015 (3 матчі, 0+0). У складі молодіжної збірної Данії учасник чемпіонатів світу 2012, 2013 (дивізіон I), 2014 (дивізіон I) і 2015. У складі юніорської збірної Данії учасник чемпіонату світу 2012.
Батько: Тодд Бйоркстранд, брат: Патрік Бйоркстранд.
Досягнення
- Чемпіон Данії (2012)
- Володар Кубка Данії (2012)
- Чемпіон ЗХЛ (2013)

Нагороди
- Трофей Боббі Кларка (2015) — найкращий бомбардир ЗХЛ
- Трофей Фор Бронкос (2015) — найкращий гравець року ЗХЛ
- Трофей Джека А. Баттерфілда (2016) — найцінніший гравець АХЛ.